# Hansine Lund
Hansine Lund, född 23 april 1817 i Köpenhamn, död 1895, var en dansk-norsk skådespelare. 
Hon var engagerad vid Julius Olsens teatersällskap i Drammen 1834–1835 och därefter hos Jacob Mayson, hos vilken hon var primadonna i Trondheim 1836–1839. Hon var därefter anställd hos G.W. Selmer i Drammen och debuterade 1840 vid Christiania Theater, dock utan att få engagemang. 